# Kévin Denkey
Ahoueke Steeve Kévin Denkey (* 30. November 2000 in Lomé) ist ein togoischer Fußballspieler, der aktuell als Stürmer beim FC Cincinnati unter Vertrag steht und togoischer Nationalspieler ist.

## Karriere

### Verein

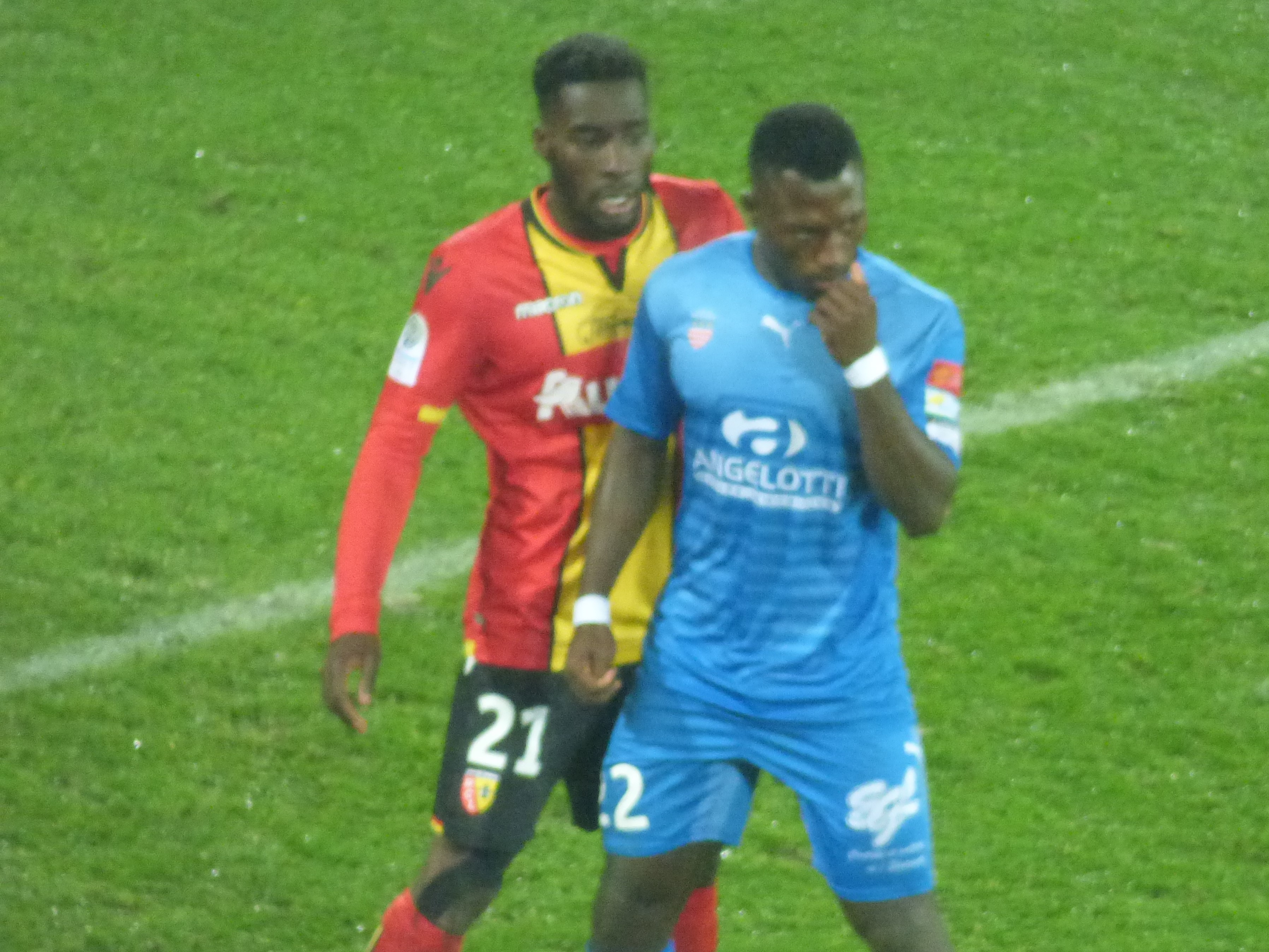
Denkey während eines Spiels mit der AS Béziers gegen den RC Lens im Zweikampf mit Massadio Haïdara 2019

Denkey begann seine fußballerische Karriere in Frankreich bei Olympique Nîmes, wo er von 2014 bis 2019 ausschließlich in der Jugend zum Einsatz kam. Mit 16 Jahren gab er bereits sein Profidebüt, als er beim 0:0 gegen den AC Le Havre 2017 in der Nachspielzeit eingewechselt wurde.
Nach der Saison 2017/18 stieg er mit Nîmes in die Ligue 1 auf. 2019 wurde er für ein halbes Jahr an den französischen Zweitligisten AS Béziers verliehen. Bei Bézier machte er elf Spiele und schoss dabei ein Tor. Nach seiner Rückkehr spielte er immer häufiger im Angriff der Südfranzosen. In der Saison 2019/20 kam er bis zum Saisonabbruch auf ein Tor in 17 Spielen. Am Anfang der Saison erzielte er sein erstes Tor für Nîmes, als er gegen die AS Monaco zum 2:2-Endstand in der 82. Minute traf. Dies war außerdem sein erstes Erstligaspiel.  Im Januar 2021 wechselte Denkey zu Cercle Brügge und unterschrieb dort einen Dreijahresvertrag. Am 17. Januar 2021 (20. Spieltag) debütierte er gegen Standard Lüttich, als er in der 70. Minute für Kylian Hazard ins Spiel kam. Sein erstes Tor in der neuen Liga schoss er einen Monat später gegen Royal Excel Mouscron, als er den 2:0-Siegtreffer erzielen konnte. In der Saison 2020/21 bestritt er insgesamt 13 von 15 möglichen Ligaspielen für Cercle und schoss dabei zwei Tore. In der Saison darauf schoss er sechs Tore in 28 von 34 möglichen Ligapartien und traf in einem Pokalspiel.
In der Saison 2022/23 bestritt er 38 von 40 möglichen Ligaspielen, in denen er elf Tore schoss. Er fehlte nur in zwei Spielen, bei denen er nach einer Roten Karte gesperrt war. Dazu kamen zwei Pokalspiele mit zwei Toren. Auch in der nächsten Saison waren es wieder 38 von 40 möglichen Ligaspielen, die er bestritt und in denen er 27 Tore schoss. Damit gewann er als Torschützenkönig der Division 1A den Goldenen Bullen. Dazu kam ein Pokalspiel mit einem Tor. Er beendete seine Zeit in Brügge Ende Januar 2025 mit wettbewerbsübergreifend 152 Einsätzen sowie 66 Toren, womit er sich auf Platz drei der Rekordtorschützen von Cercle platziert. Aktuell spielt er für das US-amerikanische MLS-Franchise FC Cincinnati.

### Nationalmannschaft
Nachdem Denkey zwei Spiele und Tore für die U-21-Nationalmannschaft Togos gemacht hatte, debütierte er am 9. September 2018 für die erste Mannschaft, als er beim 0:0 gegen Benin elf Minuten vor Abpfiff eingewechselt wurde. Sein erstes Tor im Nationaldress schoss er im Spiel darauf in der Afrika-Cup-Cualifikation bei einem 1:1-Unentschieden gegen Gambia. Seitdem war er fester Bestandteil des Nationalkaders, wurde aber des Öfteren nur eingewechselt. Er spielte einige Spiele in der Qualifikation zum Afrika-Cup 2022, konnte sich mit seinem Team aber nicht für das finale Turnier qualifizieren.

## Erfolge
- Torschützenkönig der Division 1A: 2023/24 (27 Tore)